# 昂萨克
昂萨克（法語：Ansacq，法語發音：[ɑ̃sak]）是法国瓦兹省的一个市镇，属于克莱蒙区。

## 地理
昂萨克（49°20'40"N, 2°21'33"E）面积8.4 平方千米，位于法国上法蘭西大區瓦兹省，该省份为法国北部内陆省份，北起索姆省，西接厄尔省和滨海塞纳省，南至塞纳-马恩省和瓦兹河谷省，东临埃纳省。
与昂萨克接壤的市镇（或旧市镇、城区）包括：阿涅茨、昂日、比里、康布罗讷莱克莱蒙、讷伊苏克莱蒙、埃地区拉纳维尔、蒂里苏克莱蒙。

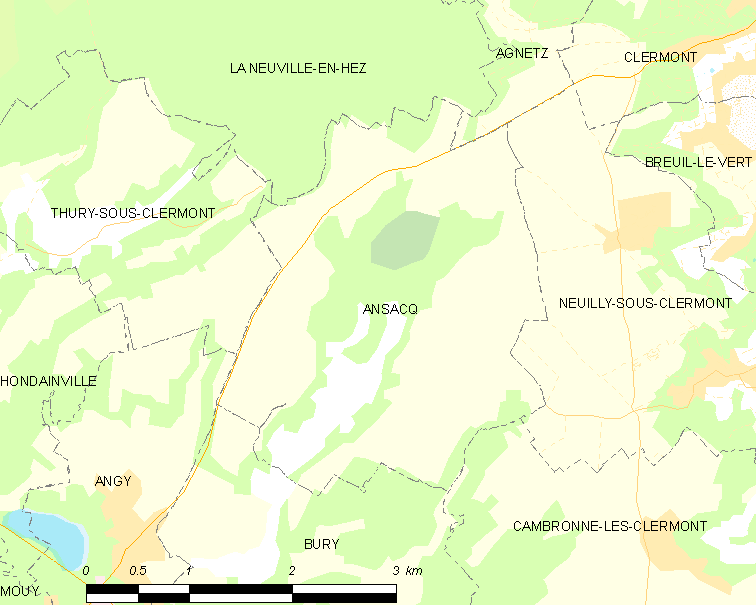
昂萨克的OSM定位图

昂萨克的时区为UTC+01:00、UTC+02:00（夏令时）。

## 行政
昂萨克的邮政编码为60250，INSEE市镇编码为60016。

## 政治
昂萨克所属的省级选区为穆伊县。

## 人口

1962-2008年间昂萨克人口变化图示

昂萨克于2022年1月1日时的人口数量为271人。